# Michael Buchleitner
Michael Buchleitner (* 14. Oktober 1969 in Mödling) ist ein ehemaliger österreichischer Hindernis- und Langstreckenläufer. Er startete bei den Olympischen Spielen 1992, 2000 und 2004.

## Werdegang
Bei den Olympischen Spielen 1992 in Barcelona startete er im Hindernislauf über 3000 Meter, schied aber im Vorlauf aus. In derselben Disziplin gewann er bei der Universiade 1993 Gold und bei der Universiade 1997 Bronze. Bei Leichtathletik-Weltmeisterschaften wurde er 1993 in Stuttgart Zehnter, 1997 in Athen kam er ins Halbfinale, und 1999 in Sevilla scheiterte er im Vorlauf.
Zu diesem Zeitpunkt absolvierte Buchleitner die Marathonstrecke und belegte beim Hamburg-Marathon den sechsten Platz. Beim Marathon der Olympischen Spiele 2000 in Sydney kam er auf den 33. Platz. 2001 und 2004 wurde er Fünfter beim Vienna City Marathon, 2003 wurde er als Vierter österreichischer Marathon-Meister. Beim Marathon der Olympischen Spiele 2004 in Athen belegte er den 28. Platz. Bei den Sommer-Paralympics 2004, die anschließend an gleicher Stelle stattfanden, wirkte er als Begleitläufer für Henry Wanyoike, der über 5000 und 10.000 Meter Weltrekord lief.
2004 stellte er als Vierter des Paderborner Osterlaufs mit 1:02:39 h einen österreichischen Rekord im Halbmarathon auf, der 2007 von Günther Weidlinger gebrochen wurde. 2005 beendete er seine leistungssportliche Karriere mit einem achten Platz beim Vienna City Marathon. Insgesamt errang er 27 nationale Meistertitel.
Michael Buchleitner hat ein Studium der Betriebswirtschaftslehre absolviert und sich als Unternehmer selbstständig gemacht. Mit „run4business“ betreibt er ein Dienstleistungsunternehmen im Laufsportbereich, das seit 2008 für den WACHAUmarathon verantwortlich ist, bei dem Buchleitner 1998 und 2003 auf der Halbmarathonstrecke siegte, und mit „ecosports consulting“ eine Sportmanagementagentur. Weiters organisiert er seit 2014 die österreichische Auflage des Wings for Life World Run, eines globalen Charity-Laufes im Auftrag von Red Bull. Im März 2016 eröffnete er in der Wiener Innenstadt den RunInc.Store, ein innovatives Laufsportfachgeschäft.
Michael Buchleitner ist geschieden und hat aus der Ehe mit der ehemaligen deutschen Leichtathletin Ellen Kießling (* 1968) einen Sohn und eine Tochter.

## Bestzeiten
In Klammern Platzierungen auf der Ewigen Österreichischen Bestenliste; Stand September 2008
- 800 m: 1:48,48 min, 12. Juni 1991, Schwechat (12.)
- 1000 m: 2:20,91 min, 4. September 1991, Wien (6.)
- 1500 m: 3:40,15 min, 2. August 1999, Malmö (11.)
- 3000 m: 7:54,61 min, 24. August 1997, Köln (6.)
- 5000 m: 13:43,68 min, 23. Juni 1999, Kassel (10.)
- 10.000 m: 28:18,58 min, 22. Juli 2000, Watford (4.)
- Halbmarathon: 1:02:39 h, 10. April 2004, Paderborn (2.)
- Marathon: 2:12:43 h, 25. April 1999, Hamburg (3.)
- 3000 m Hindernis: 8:20,04 min, 21. August 1999, Sevilla (4.)